# Kitzberg (bergstopp i Österrike)
Kitzberg är en bergstopp i Österrike.   Den ligger i distriktet Reutte och förbundslandet Tyrolen, i den västra delen av landet, 400 km väster om huvudstaden Wien. Toppen på Kitzberg är 1 105 meter över havet, eller 99 meter över den omgivande terrängen. Bredden vid basen är 1,1 km.
Terrängen runt Kitzberg är varierad, och sluttar norrut. Runt Kitzberg är det ganska glesbefolkat, med 26 invånare per kvadratkilometer.. Närmaste större samhälle är Reutte, 6,7 km söder om Kitzberg. 
I omgivningarna runt Kitzberg växer i huvudsak blandskog.